# Coquimba
Coquimba is een geslacht van kreeftachtigen uit de klasse van de Ostracoda (mosselkreeftjes).

## Soorten
- Coquimba alata Ramos, 1994
- Coquimba bertelsae Sanguinetti, Ornellas & Coimbra, 1993
- Coquimba bicostata Ohmert, 1968 †
- Coquimba birchi Dingle, 1993
- Coquimba chitzui Hu & Tao, 2008
- Coquimba congestocostata (Bold, 1963) Bold, 1971 †
- Coquimba equa Hu, 1986 †
- Coquimba fissispinata (Benson & Coleman, 1963)
- Coquimba fornicata Ohmert, 1968 †
- Coquimba gibba (Hu, 1976) Hanai, Ikeya & Yajima, 1980 †
- Coquimba gibboidea Hu, 1982 †
- Coquimba guangdongensis (Gou)
- Coquimba hanaii Brouwers, 1993
- Coquimba hartmanni Ohmert, 1968 †
- Coquimba hermi Ohmert, 1968 †
- Coquimba ishizakii Yajima, 1978
- Coquimba labyrinthica Ohmert, 1968 †
- Coquimba lianpui Hu & Tao, 2008
- Coquimba minuta (Bold, 1963) Bold, 1971 †
- Coquimba nahaensis Nohara, 1987 †
- Coquimba nodosa (Hu & Yang, 1975) Hanai, Ikeya & Yajima, 1980 †
- Coquimba ornellasae Ramos, 1994
- Coquimba piscicula Ohmert, 1968 †
- Coquimba poga Hu, 1986 †
- Coquimba postinodosa (Hao)
- Coquimba punctata Ramos, 1994
- Coquimba pustulata (Hu & Cheng, 1977) Hanai, Ikeya & Yajima, 1980 †
- Coquimba rionegrensis Echevarria, 1989 †
- Coquimba schencki (Leroy, 1943) Valentine, 1976 †
- Coquimba subgibba Hu, 1982 †
- Coquimba tenuireticulata Kotzian in Bertels, Kotzian & Madeira-Falcetta, 1982
- Coquimba torticollis (Brady, 1890)